# Окнине
О́книне —  село в Україні, у Новоайдарській селищній громаді Щастинського району Луганської області. Населення становить 104 особи.

## Географія
Селом протікає річка Попасна.

## Населення
За даними перепису 2001 року населення села становило 104 особи, з них 12,5% зазначили рідною українську мову, а 87,5% — російську.

## Ставок "Окнине"
У селі знаходиться ставок, на якому на платній основі можливо порибалити. (рос.)